# Batrachotetrix cantans
Batrachotetrix cantans är en insektsart som beskrevs av Henri Saussure 1888. Batrachotetrix cantans ingår i släktet Batrachotetrix och familjen Pamphagidae. Inga underarter finns listade i Catalogue of Life.